# インディアン水車

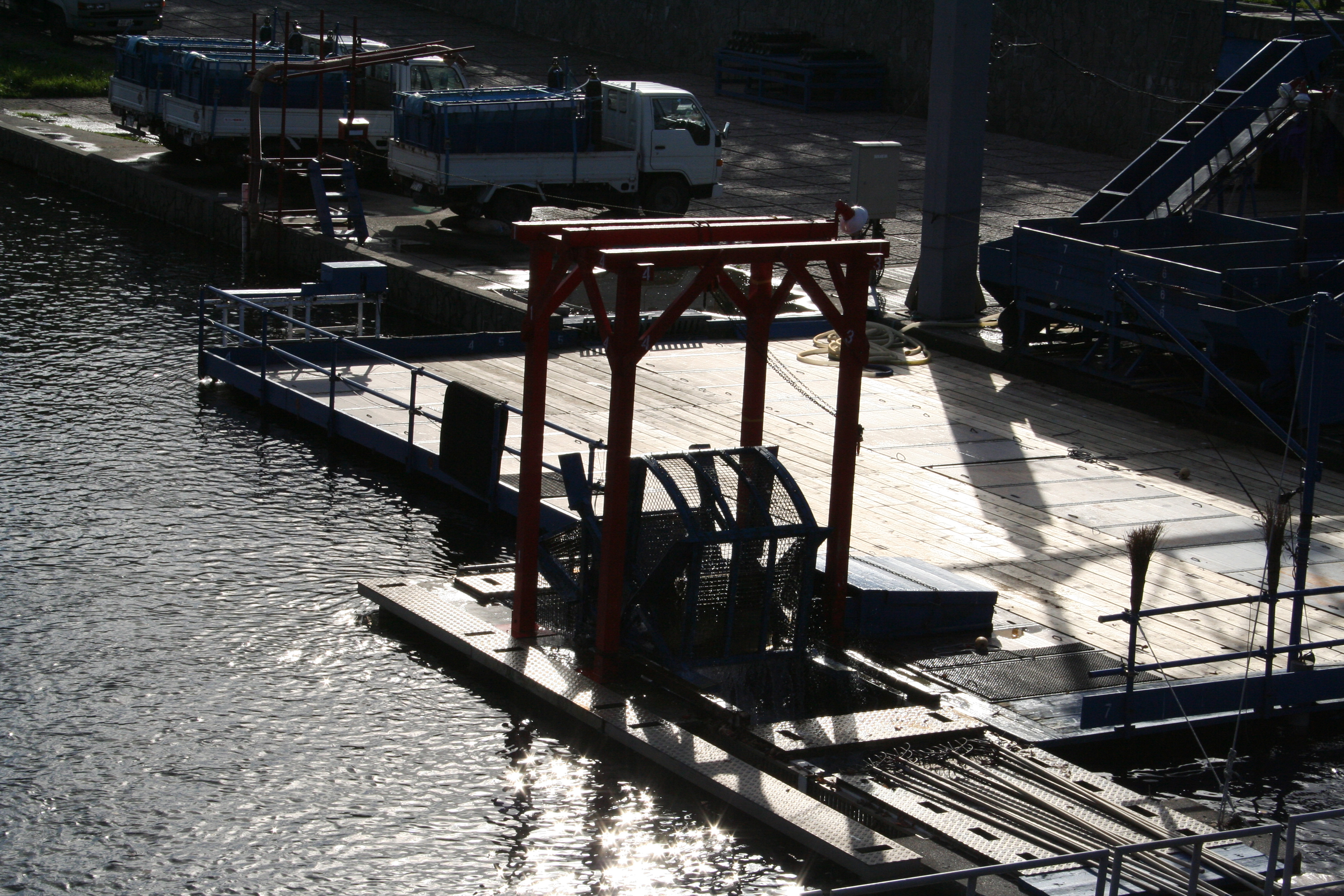
千歳川のインディアン水車

インディアン水車（インディアンすいしゃ）または捕魚車（ほぎょしゃ、英語: Fish wheel）とは、川に設置して魚を捕る装置である。英語ではSalmon wheelとも呼ばれ、主に川を遡上するサケの捕獲に用いられる。

## 概要
北アメリカ発祥であり、日本では北海道庁初代水産課長・伊藤一隆が設計図を持ち帰ったのが始まりとされる。「捕魚車」と翻訳されたが、「インディアン水車」という呼称で親しまれた。
現在もサケのふるさと 千歳水族館横の千歳川では、一般社団法人日本海さけ・ます増殖事業協会により、この装置を利用した人工ふ化放流事業に用いる親魚の捕獲が行われている。

## 機構
水車の籠に鮭が入ると、水力による回転で水揚げされる仕組み。

## 見学可能な施設
- 標津サーモン科学館[3]
- サケのふるさと 千歳水族館
- 豊浦町インディアン水車公園[4]